# ¡Dispara!
¡Dispara! es una película de 1993 dirigida por Carlos Saura protagonizada por Francesca Neri y Antonio Banderas. La historia es una tragedia de venganza. Además de la caracterización de los actores en escena, esta filmación se convierte en una triste pero a la vez justa parte de una venganza.

## Sinopsis
A Marcos, periodista de la sección de cultura y espectáculos de un impotente periódico de Madrid le encargan un reporte sobre el circo. Ana trabaja en el circo en un número donde monta a caballo y, a la vez, dispara con un rifle Winchester haciendo explotar globos.    
Tras ver la actuación, Marcos la entrevista. Tras la misma, se sienten atraídos el uno por el otro y pasan el resto del día y la noche juntos. Ambos comienzan una relación. Un día, Marcos debe viajar a a Barcelona para cubrir un concierto y promete encontrarse con Ana al día siguiente, diciéndole que la seguirá incluso al infierno.  
Tras una de sus actuaciones, Ana es atacada en su caravana por tres muchachos que la golpean y violan brutalmente. Contusionada, humillada y sangrando, se prepara para vengarse. Localiza a los violadores en el taller mecánico en el que trabajan y les dispara matándolos. Luego, herida, va a ver a un doctor, que descubre que ha sido violada y lo informa a las autoridades, quienes entonces la relacionan con el triple homicidio de los mecánicos.  
Ana entra en una espiral de violencia y desesperación. Marcos sigue su rastro que, de hecho, lo lleva al infierno de Ana. Para seguir huyendo, Ana se ve forzada a liquidar a un par de guardias civiles.      
Mientras sigue huyendo, tiene un accidente cuando intenta evitar atropellar a un niño. Este la guía hasta su casa en el campo donde descansa un poco. Al despertarse la policía ha localizado el coche y la rodea en la casa. Ella toma a la modesta familia como rehén. Marcos intenta sin éxito mediar entre Ana y la policía. Un tiroteo comienza, y Ana, herida por las balas, muere en brazos de Marcos.

## Elenco
- Francesca Neri como Ana.
- Antonio Banderas como Marcos.
- Eulalia Ramón como Lali.
- Coque Malla como violador.
- Daniel Poza como Alberto

## Lanzamiento
Fue lanzada en Estados Unidos en DVD el 30 de enero de 1997 con el título inglés Outrage!. 